# فلم السهيلي
السهيلي هو فيلم إماراتي قصير صدر عام 2005، من تأليف طلال محمود، وإخراج محمد السعدي وطلال محمود، ومن إنتاج محمد السعدي.
يتناول الفيلم موضوع الأبناء غير الشرعيين في المجتمع، ويناقش تداعياتهم النفسية والاجتماعية وسط بيئة تقليدية محافظة. وقد شارك في عدة مهرجانات إقليمية.

## ملخص الفيلم
يطرح الفيلم تساؤلات حول المصير الاجتماعي لأبناء العلاقات غير الشرعية، في مواجهة الضغوط العائلية والمجتمعية. يدور في قالب درامي مأساوي، حيث تظهر المواجهات والتمزقات النفسية لدى الشخصيات.

## فريق العمل
- الإخراج: محمد السعدي، طلال محمود
- التأليف: طلال محمود
- الإنتاج: محمد السعدي
- المنتج المنفذ: شركة ليالينا للإنتاج السينمائي
- المخرج المنفذ: حاتم صلاح الدين
- المونتاج: حاتم صلاح الدين
- مدير التصوير: طلال محمود
- مدير الإنتاج: مهدي عبدالله

### طاقم التمثيل
- عبدالحميد البلوشي
- أشواق
- إلهام محمد
- حمد الحمادي
- أحمد شاهين
- عادل خميس
- طلال محمود
- محمد السعدي
- مهدي عبدالله
- عقيل طاهر
- عاصم عبده
- نور

## مشاركات وعروض
- مهرجان الخليج السينمائي (2010)[2]
- الأيام الثقافية الإماراتية في الجزائر (2011)[3][4]
- مهرجان أبوظبي السينمائي[5][6]

## روابط خارجية
- قالب:رابط IMDb
- السهيلي على السينما.كوم
- الجزيرة – مهرجان الخليج
- البيان – عرض الجزائر
- الخليج – عرض الجزائر
- الخليج – مهرجان الخليج
- المدينة – مهرجان أبوظبي
- الأيام – مهرجان أبوظبي